# 掌苑署
掌苑署（チャンウォンソ）は、李氏朝鮮において宮中の清掃を管掌した官衙。従六品衙門。
もとは李氏朝鮮初期に設置された上林園を、1466年（世祖12年）1月に掌苑署に改称したもの。

## 構成
| 官位   | 官職 | 定数 | 備考             |
| ------ | ---- | ---- | ---------------- |
| 正二品 | 提調 | 1人  | 他の官職との兼任 |
| 正六品 | 掌苑 | 1人  |                  |
| 従六品 | 別提 | 2人  |                  |
| 従八品 | 奉事 | 1人  |                  |